# Rivière de Nogent
La rivière de Nogent est un cours d'eau de Basse-Terre en Guadeloupe se jetant dans la mer des Caraïbes.

## Géographie
Longue de 11,8 km, la rivière de Nogent prend sa source à environ 590 mètres d'altitude sur les flancs nord-est du Morne Mazeau situé sur le territoire de la commune de Sainte-Rose, où elle s'écoule tout au long de son cours. Elle est alimentée par les eaux de différentes petites ravines, puis principalement par la rivière Desbonnes et la Grande Rivière pour se jeter dans la mer des Caraïbes à l'est de la Pointe du Petit Fort à l'anse de Nogent, derrière un cordon dunaire qu'elle rompt régulièrement lors de vidanges.